# سیدنی بریز
سیدنی بریز (به انگلیسی: Sidney Breese) سناتور سابق عضو حزب دموکرات ایالات متحده آمریکا بود. وی در سال ۱۸۴۳ تا ۱۸۴۹ میلادی سناتور ایالت ایلی‌نوی در سنای ایالات متحده آمریکا بود.